# 黒ニャゴ
黒ニャゴ（くろニャゴ）は日本の童謡。作詞：時雨音羽、作曲：佐々紅華。

## レコード
1929年、ビクターから児童ジャズとして発売。レコード品番は50821。なおA面曲は「おいちにの兵隊さん」だった。
- 作詞：時雨音羽、作曲：佐々紅華、独唱：平井英子、斉唱：松山浪子、富士野登久子、伴奏：ビクター・ジャズ・バンド[1]

## アニメ映画
本楽曲のレコード（ビクター版）を使ったレコード・トーキー方式による無声映画時代のアニメ映画。

### 概要
日本のアニメ映画の先駆者の一人である幸内純一の弟子、大藤信郎は、様々なアニメ映画を製作していた。その中で、1928年、アメリカでトーキーのアニメ映画「蒸気船ウィリー」（ウォルト・ディズニー作によるミッキーマウスのアニメ映画第一号）が公開されたのに刺激を受け、トーキー映画の開発を着手する。そして試作されたのがこの作品である。レコード式トーキーという手法を用いたものである。試作ということもあり、上映時間は約2分である。
1929年に完成するが、公開されたのは1931年1月である。
本作以後に製作された平井英子の歌唱による楽曲を使ったレコード・トーキー方式のアニメ映画に、『村祭』（文部省唱歌）（1930年製作）や『茶目子の一日』（1931年公開）、『証城寺の狸囃子』（1930年代初頭）などがある。

### ストーリー
平井英子の独唱によるビクターの児童ジャズ「黒ニャゴ」に合わせて、黒猫、虎猫、4人の子供が踊る。

### 現況
フィルム、レコードとも現存しているので、各地の上映会やDVDで視聴できる。
DVDでは「日本アートアニメーション映画選集（紀伊國屋書店）」の第1巻「大藤信郎傑作選」、「日本アニメクラシックコレクション（Digital Meme）」の第1集に音声付きで収録されている。
2007年5月19日には昭和のくらし博物館でSPレコードを使った上映が行われた。

## 参考
- YouTube：黒ニャゴ（音声のみ）